# Saint-Forget
Saint-Forget è un comune francese di 487 abitanti situato nel dipartimento degli Yvelines nella regione dell'Île-de-France.

## Società

### Evoluzione demografica
Abitanti censiti